# Toon Kelder

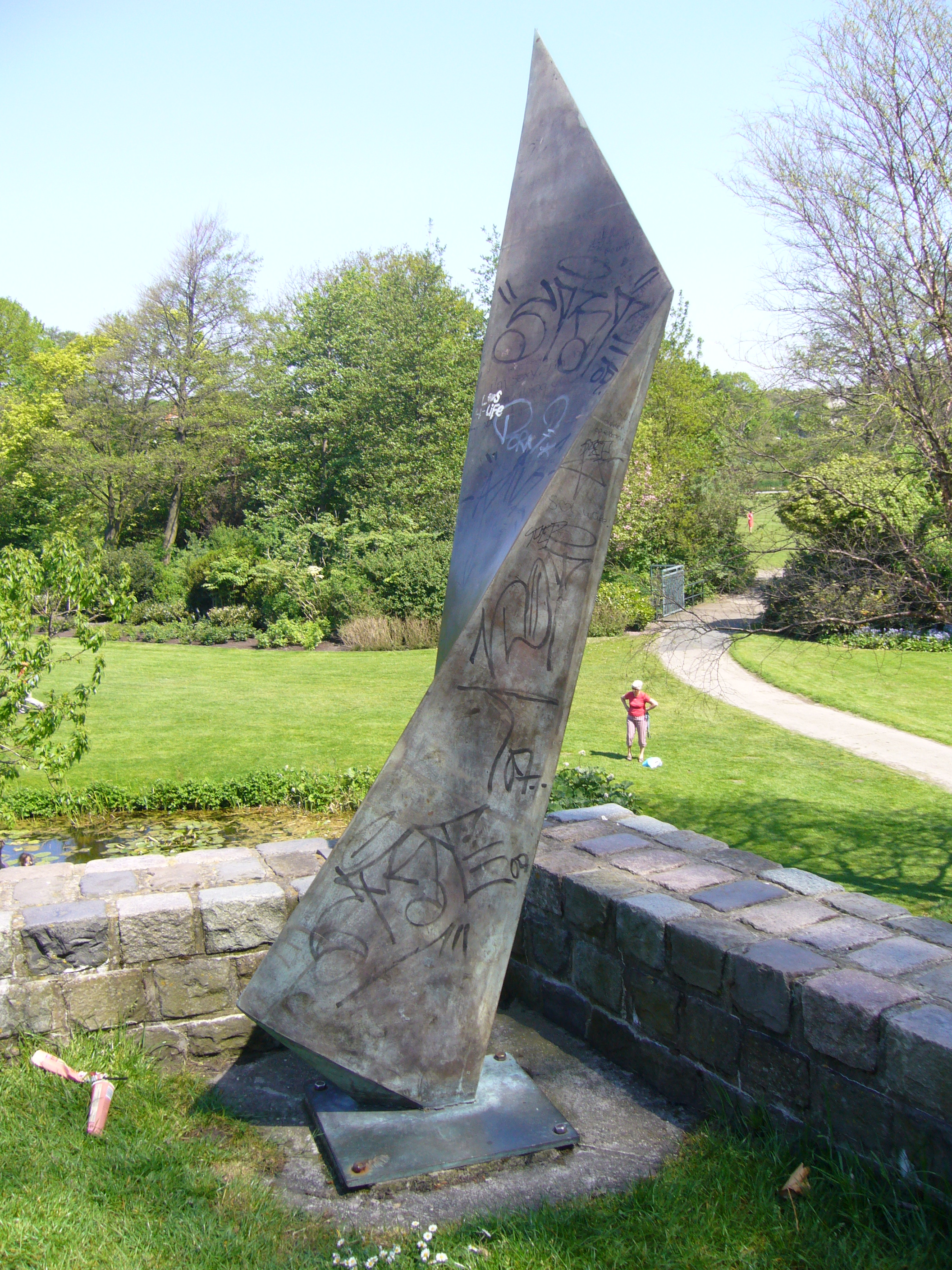
Object Westbroekpark, Den Haag

Anthonius Bernardus (Toon) Kelder (Rotterdam, 24 november 1894 – Den Haag, 7 april 1973) was een Nederlandse schilder, tekenaar en beeldhouwer.

## Leven en werk
Toon Kelder volgde zijn opleiding aan de Koninklijke Academie van Beeldende Kunsten in Den Haag en de Rotterdamse Academie van Beeldende Kunsten. Hij was een leerling van Alexander van Maasdijk en Frederik Nachtweh. Tot 1945 schilderde hij onder andere naakten en stillevens in de traditionele stijl van de Haagse School. Na 1948 schakelde hij drastisch over op abstracte afbeeldingen en ging hij ook beeldhouwen. Hij tekende vele portretten. Kelder wordt gerekend tot de Nieuwe Haagse School en was lid van Pulchri Studio.

## Werk in musea
- Kunstmuseum Den Haag
- Museum Boijmans Van Beuningen, Rotterdam
- Stedelijk Museum, Amsterdam
- Kröller-Müller Museum, Otterlo
- Koninklijk Museum voor Schone Kunsten, Antwerpen
- Museum of Modern Art, New York
- Museum van Bommel van Dam, Venlo
- Museum Belvédère, Heerenveen
- Van Abbemuseum, Eindhoven

## Tentoonstelling
- Toon Kelder, Romantisch modernist. Museum Flehite 2016